# 水沼淑子
水沼 淑子（みずぬま よしこ、1953年 - ）は、日本の建築史家。工学博士。関東学院大学名誉教授。専門は近代日本住宅史。J・H・モーガン研究の第一人者として知られ、歴史的建造物の保存活用や湘南の別荘文化にくわしい。

## 経歴
1953年、神奈川県生まれ。
1976年3月、日本女子大学家政学部住居学科を卒業。1981年3月、日本女子大学大学院家政学研究科住居学専攻修士課程を修了し、同年4月、日本女子大学家政学部住居学科助手となる。1989年11月、工学博士の学位を取得する(東京工業大学、工第1640号)。
1992年4月より関東学院女子短期大学家政科専任講師、1996年4月より関東学院女子短期大学家政科助教授となる。
2002年4月、女子短期大学の改組によって設置された関東学院大学人間環境学部人間環境デザイン学科に移籍し、教授に就任する 。2010年4月より2012年3月まで、人間環境デザイン学科長をつとめる。2014年4月より2016年3月まで、関東学院大学図書館長をつとめる。2016年に人間環境学部が人間共生学部に改組されると、共生デザイン学科教授となる。二度の改組では中心的な役割を果たした。2019年3月に定年となり、2020年3月まで特約教授を1年つとめ、退任した。2020年4月に名誉教授となった。

## 業績

### 教育活動
関東学院大学では「住まいの生活文化史」「地域遺産マネジメント」「居住と環境」「日本近代住宅史特論」「空間・インテリア施工」「空間・インテリアデザイン演習基礎」 などの科目や、学科基礎科目「神奈川学」を担当した。
研究室では横浜市金沢区野島にある旧伊藤博文金沢別邸を活用した企画に力を入れ、大学と地域との連携につとめた
。旧伊藤邸は2006年に横浜市の指定有形文化財となり、老朽化のため修復を行い、2009年から一般公開された。水沼が修復工事を監修したのをきっかけに、2010年から学生が企画してコンサートや落語会などが開催されるようになった。
また、研究室で、のちに国登録有形文化財となる藤沢市鵠沼の尾日向家住宅や、茅ヶ崎市の藤間家住宅の調査研究をおこなった。

### 研究
関東学院中学校旧本館を手がけたJ・H・モーガンの研究などに力を入れた。

### 社会活動
主に建築物の文化財保護に関わり、さまざまな委員や理事などをつとめている。
- 横浜市歴史的景観保全委員会委員 2001年4月 - [4]
- 横浜市文化財保護審議会委員 2002年6月 - [4][11]
- 葉山町文化財保護審議会 2002年7月 - [4][12]
- 東京都文化財保護審議会委員 2002年12月 - 2010年11月[4]
- 神奈川県文化財保護審議会委員 2006年6月 - 2018年5月[4]
- 逗子市景観審議会委員 2006年9月 - [4]
- 逗子市景観審査委員会委員 2006年9月 - [4][13]
- 茅ヶ崎市景観まちづくり審議会 2009年1月 - [4]
- 旧吉田茂邸再建プロジェクト委員（アドバイザー） 2009年4月 - 2014年9月[14][15]
- 独立行政法人日本学術振興会科学研究費補助金第一段審査委員(工学・建築学・建築史意匠) - 2009年度 - 2010年度、2012年度 - 2013年度[4]
- 横須賀市文化財保護審議会 2013年5月 - [4]
- 鎌倉市景観審議会委員 2015年1月 - [4][16]
- 文化審議会文化財分科会第二専門調査会委員 2018年4月 - [4][17]
- 国土交通省明治記念大磯邸園に関する基本計画検討委員会委員 2018年7月 - 2019年3月31日[4][18]
- 国土交通省明治記念大磯邸園邸宅保存活用計画検討委員会 2019年8月1日 - [4]
- 国土交通省明治記念大磯邸園有識者委員会 2019年10月1日 - [4]
- 特定非営利活動法人横浜山手アーカイブス理事[6]
- 湘南邸宅文化ネットワーク理事[6]

### 著作
単著
- 水沼淑子 著、川崎衿子 編『和・洋の心を生かす住まい』彰国社〈LIFE STYLEで考える 4〉、1997年。ISBN 4-395-27033-6。
- 水沼淑子『ジェイ・H・モーガン アメリカと日本を生きた建築家』関東学院大学出版会、丸善(発売)、2009年。ISBN 978-4-901734-27-1。

共著
- 日本建築学会 編『関東』新建築社〈総覧日本の建築 2〉、1989年。ISBN 4-7869-0062-1。
- プロフェッショナルブック「インテリア」編集委員会 編『インテリアと生活文化の歴史』産業調査会デザイン情報センター（出版）、産調出版（発売）〈プロが求めるインテリアシリーズブック 1〉、1993年。ISBN 4-88282-121-4。「日本建築の歴史 明治以降の内部空間」
- 西和夫 編『建築史の回り舞台 時代とデザインを語る』彰国社、1999年。ISBN 4-395-00526-8。「戦前における横浜市営分譲住宅事業」（p370-382）
- 後藤久、飯尾昭彦、定行まり子、下村律、鈴木賢次、水沼淑子『住居学入門』実教出版、1999年。ISBN 4407031913。
- 小沢朝江、水沼淑子『日本住居史』吉川弘文館、2006年。ISBN 4-642-07947-5。
- 水沼淑子、吉田鋼一、関和明、黒田泰介ほか『神奈川県の近代化遺産 神奈川県近代化遺産（建造物等）総合調査報告書』神奈川県教育委員会、2012年。全国書誌番号:22099607。
- 神奈川県建築士会建築史図説編纂特別委員会 編『図説近代神奈川の建築と都市』神奈川県建築士会、2013年。全国書誌番号:22258484。
- 後藤久、飯尾昭彦、定行まりこ、下村律、鈴木賢次、水沼淑子『リビングデザイン』実教出版、2015年。ISBN 9784407335781。
- 後藤久、飯尾昭彦、定行まりこ、下村律、鈴木賢次、水沼淑子『精選住居学』実教出版、2016年。ISBN 9784407340327。
- 片木篤 編『私鉄郊外の誕生』柏書房、2017年。ISBN 978-4-7601-4888-2。「リゾートとミリタリー・ベース 三浦半島の二つの貌」
- 丸山雅子（監修）『日本近代建築家列伝 生き続ける建築』鹿島出版会、2017年。ISBN 978-4-306-04645-0。「ジェイ・ハーバート・モーガン」
- 住総研清水組『住宅建築図集』現存住宅調査研究委員会 編『住まいの生命力 清水組住宅の100年』柏書房〈住総研住まい読本〉、2020年。ISBN 978-4-7601-5218-6。「藤瀬秀子別邸　湘南逗子の高台にたつ和洋融合の別邸」「コラム　官民連携の明日を拓く」「エリスマン邸　公園の中に復元されたレーモンド作品」「守る知恵のヒント１　横浜市における『歴史を生かしたまちづくり要綱』と歴史的建造物の保存」「三井守之助別邸　棟下ろし式が執り行なわれた大磯の名建築」「斉藤恒一別邸　別邸から本邸、本邸から二世帯住宅へと変身をとげた住まい」

編著
- 水沼淑子 編『旧直木三十五邸記録保存調査報告書』横浜市金沢区役所区政推進課、2012年。 NCID BB0871034X。

### 出演
- NHKラジオ第1放送「ラジオ深夜便」モーガンと私（2004年1月放送）[4]
- テレビ東京「美の巨人たち」J・H・モーガン べーリックホール（2011年8月13日放映）[4][19][20]
- テレビ神奈川「ハマナビ」別邸から愛でる濱の風光明媚（2017年3月18日放映）[4][21]取材先 - 旧伊藤博文金沢別邸、旧川合玉堂別邸庭園、俣野別邸庭園、旧東伏見邦英伯爵別邸
- BS朝日「百年名家」#140 葉山にそびえる白亜の洋館 ～宮家の海浜別荘「旧東伏見宮葉山別邸」～（2017年1月8日放映）[4][22]
- BS朝日「百年名家」#167 新旧織りなす逗子の海浜別荘 ～旧脇村邸と長島家住宅～（2018年2月18日放映）[4][23]
- BS朝日「百年名家」#198 景勝地・金沢八景に残る明治の薫り～旧伊藤博文金沢別邸と旅館 喜多屋～（2019年6月9日放映）[4][24]